# 細木原青起
細木原 青起（ほそきばら せいき、1885年5月15日 - 1958年1月27日）は、日本の漫画家、挿絵画家、俳人。

## 経歴
岡山県出身。旧姓は鳥越、本名は辰江。日本美術院卒。絵は黒崎修斎に師事。明治の中頃は京城で「京城日報」「朝鮮パック」などに鳥越静岐の名前で漫画を描く。1909年（明治42年）に日本に帰国後は「東京パック」「東京日日新聞」「大阪朝日新聞」などに漫画やユーモア小説の挿絵を描いた。俳句は「海紅」主宰の河東碧梧桐に師事、その関係で俳句誌「海紅」の挿絵も数多く担当し、碧梧桐や中塚一碧楼などの俳人たちを描いている。著書『日本漫画史』で、『鳥獣戯画』を描いたとされる鳥羽僧正が日本漫画の始祖だとした。

## 著書
- 『娘ざかり』磯部甲陽堂・漫画双紙　1919
- 『日本漫画史』雄山閣　1924
  - 『日本漫画史　鳥獣戯画から岡本一平まで』岩波文庫（解説：清水勲）　2019.3
- 『晴れ後曇り 細木原青起集』現代ユウモア全集刊行会　1929
- 『ふし穴から』中央美術社　1930

## 参考資料
- デジタル版日本人名大事典
- 20世紀日本人名事典